# Daddy’s Little Girls
Daddy’s Little Girls ist ein US-amerikanisches Filmdrama von Tyler Perry aus dem Jahr 2007. Gabrielle Union, Idris Elba, Louis Gossett Jr. und Tracee Ellis Ross sowie Tasha Smith, Malinda Williams und Terri J. Vaughn spielen die Hauptrollen in dieser Geschichte um einen Mann, der vor Gericht um seine drei Töchter kämpft.
Eines der Filmplakate warb mit den Worten: „She needs a good man. He wants a smart woman. There are only three things standing in their way.“ (Sie braucht einen guten Mann. Er will eine kluge Frau. Es gibt nur drei Dinge, die ihnen im Weg stehen.)

## Handlung
Der Automechaniker Monty James, dessen Vergangenheit mit einer Verurteilung wegen Vergewaltigung belastet ist, wohnt in einer unsicheren Gegend, in der kriminelle Handlungen an der Tagesordnung sind. Er hat drei Töchter, die zwölfjährige Sierra, die siebenjährige Lauryn und die fünfjährige China, die ihm sehr am Herzen liegen, und die er mit Hilfe seiner Schwiegermutter aufzieht. Jennifer, die Mutter seiner Kinder, ist schon vor längerer Zeit verschwunden und hat die Mädchen bei ihrer Mutter zurückgelassen, obwohl diese schwer krank ist. Sie hat Lungenkrebs. Als sie stirbt, ziehen die Mädchen zu ihrem Vater in eine kleine Wohnung, die für vier Personen mehr als beengt ist. Während die Mädchen allein sind, da ihr Vater oft Überstunden machen muss, verursacht die Jüngste aus Versehen ein Feuer. Daraufhin schaltet sich der Kinderschutz ein und bringt die drei Mädchen zu ihrer Mutter. Diese lebt mit einem Drogendealer in einer aufgemotzten Penthouse-Suite. Jennifer kommt es nun in den Kopf, eine Sorgerechtsklage, die ihr das vollständige Sorgerecht zusprechen soll, anzustrengen.
Es kommt zu einem erbitterten Sorgerechtsstreit zwischen Monty und Jennifer, da Monty wie ein Löwe um seine Mädchen kämpft. Jennifer hingegen ist absolut nicht zimperlich in der Wahl ihrer Waffen, um ihm die Kinder zu entziehen und sich für keine Gemeinheit zu schade. Und tatsächlich entscheidet das Gericht, dass die Mädchen bis zu einer endgültigen Entscheidung erst einmal bei ihrer Mutter und deren Freund leben müssen. Dort kommt es wiederholt zu Misshandlungen durch die eigene Mutter sowie auch durch deren Freund.
Monty hat große Angst, dass seine Gegenbemühungen scheitern könnten. So bemüht er sich um Hilfe, die er durch die Anwältin Julia Rossmore, für die er einige Zeit als Fahrer tätig war, auch erhält. Julia ist sehr erfolgreich in ihrem Beruf und weiß genau, wie sie vorgehen muss. Montys Hoffnungen in ihre Fähigkeiten lassen ihn vorsichtig optimistischer in seiner schwierigen Situation werden.
Als Julia herausfindet, dass Jennifers neuer Lebensgefährte neben seiner Tätigkeit als Drogendealer in weitere illegale Geschäfte verwickelt ist, hofft sie für Monty, dass diese Tatsache ihnen in die Karten spielt. Zwischen Julia und Monty entwickelt sich während dieser Zeit gegenseitige Zuneigung. Ihr unterschiedlicher sozialer Status steht ihnen jedoch erst einmal im Weg.
Erst als Willie, Montys Chef in der Werkstatt und außerdem Community-Aktivist, sich bei der Nachbarschaft dafür einsetzt, sich gegen die Dealer und Gangster, die das Wohnviertel unsicher machen, zur Wehr zu setzen, wendet sich das Blatt. Mit einer aufsehenerregenden Rede darüber, wie die Menschen in seiner Nachbarschaft die Straßen zurückerobern müssen, rüttelt er sie auf. Letztendlich gelingt es Monty mit Julias Hilfe dafür zu sorgen, dass seine Töchter zu ihm zurückkommen können. Aber auch Julia gesteht sich ein, dass sie sich in Monty verliebt hat und steht nun zu ihren Gefühlen.

## Produktionsnotizen

### Dreharbeiten, Hintergrund
Der Film wurde in Atlanta im Bundesstaat Georgia gedreht. Produziert wurde er von Lions Gate Films und The Tyler Perry Company.
Die Vornamen von Montys Töchtern im Film sind auch ihre Vornamen im wirklichen Leben. Die drei Mädchen sind tatsächlich echte Schwestern.

### Soundtrack
Zum Soundtrack des Films gehören folgende Songs:
- Aquarium Walk geschrieben und vorgetragen von Jay Weigel
- Struggle No More von Christopher Terrell, Steve Sola, Darnell Winston, Herb Magwood, Tamika Scott, Wirlie „Wyl-e“ Morris, Carl Days junior, vorgetragen von Anthony Hamilton
- Don’t Let Go von und mit R. Kelly
- Push von J Dilla & Nick Rodriguez, vorgetragen von MED
- Move Pt. 2 von Mike Jackson & J Dilla, vorgetragen von J Dilla
- Silly Game Blues von LaVan Davis, Ronnie Garrett & Herb Magwood, vorgetragen von LaVan Davis
- Step Aside von Herb Magwood, Ronnie Garrett, Tamika Scott, Wirlie „Wyl-e“ Morris und Renee Morris, vorgetragen von Judy Peters & Choir
- Beautiful von und mit Meshell Ndegeocello
- Singing This Song for My Mother von und mit Hamilton Bohannon
- Classical Restaurant von und mit Lavolta Allen IV
- Can’t Let Go von Mark Batson & Anthony Hamilton, vorgetragen von Anthony Hamilton
- A Change Is Gonna Come von Sam Cooke, vorgetragen von Charles Moore and the New Orleans Floating City Orchestra
- I Believe von und mit Brian McKnight
- Family First von Kandice Love & Carlos McKinney, vorgetragen von Whitney Houston, Cissy Houston & Dionne Warwick and the Family
- Greatest Gift von Ronnie Garrett, Herb Magwood, Tamika Scott & Danell Winston, vorgetragen von Tamika Scott

### Veröffentlichung
Premiere hatte der Film am 14. Februar 2007 in den Vereinigten Staaten. In Kanada wurde er am 16. Februar 2007 erstmals veröffentlicht, in den Vereinigten Arabischen Emiraten am 12. Juli 2007 und in Australien und Frankreich am 12. Juni 2007 auf DVD. Ebenfalls 2007 wurde er zudem in folgenden Ländern erstmals auf DVD veröffentlicht: Philippinen, Singapur und Island. Im Vereinigten Königreich wurde der Film am 7. September 2007 auf dem BFM International Film Festival vorgestellt. In Südafrika wurde er im November 2007 veröffentlicht. DVD-Premiere hatte der Film im Dezember 2007 in Ungarn, im August 2011 in den Niederlanden und im März 2022 in Schweden (dort im Internet). Weitere Veröffentlichungen erfolgten in Brasilien, Griechenland, Indien, Indonesien, Italien, Mexiko, Polen, Portugal, Rumänien, Russland, Serbien, Taiwan. Der vollständige Titel lautet: Tyler Perry’s Daddy’s Little Girls. In Deutschland ist der Film im Internet abrufbar, allerdings nur in der Originalsprache mit deutschen Untertiteln.

## Rezeption

### Kritik
Peter Debruge schrieb im Branchenblatt Variety, die Leistung von Tyler Perry als Regisseur bessere sich in jedem seiner Filme; so sei sie besser als in seinem ersten größeren Filmprojekt Diary of a Mad Black Woman. Im Film träten genauso Charaktere auf, die von Stereotypen abweichen würden, wie auch „stets dieselben von afroamerikanischen Schauspielern gespielten Drogendealer“.
Mark Olsen schrieb im Februar 2007 in der Los Angeles Times, Perry werde in seinen Werken nicht von Wut oder gerechtfertigter Empörung angetrieben, vielmehr seien seine Filme als beruhigende, heilende Salben gedacht, die die Dinge – unabhängig von den Umständen – besser und hoffnungsvoller erscheinen lassen wollten. Die Struktur des Films sei unkonventionell. Olsen zeigte sich überrascht von Perrys Unfähigkeit, hin und her gehende Dialoge mit wirklichem Witz und Schwung zu schreiben. Beim Schreiben vom Monologen hingegen zeige er sich von seiner besten Seite, da habe der Film einige seiner besten Momente. Gabrielle Union liefere die bissigen Monologe mit genau der richtigen Kombination aus Hochnäsigkeit, Frechheit und Empörung. Allerdings bemängelte Olsen, dass es für einen Film mit dem Titel Daddy’s Little Girls von den Mädchen selbst, die von den echten Schwestern Sierra, China und Lauryn McClain gewinnend gespielt würden, sehr wenig zu sehen gebe.
Im Austin Cronicle stellte Toddy Burton fest, dass Perry unbeirrt auf Fragen von Klasse und Rasse eingehe, mit mehreren Handlungssträngen jongliere und das Ergebnis – er wage es, zu sagen – eine überraschende Mischung aus Frank Capra und Douglas Sirk sei. Maitland McDonagh schrieb im TV Guide Magazine: Es gibt weniger Lacher und mehr Vorträge – aber dazwischen gibt es jede Menge Frechheit und Seele. Elizabeth Weitzmann bemängelte in den Daily News, dass Subtilität nie Perrys Stärke gewesen sei, aber seine früheren Filme die Predigten mit guter Laune und Aufrichtigkeit in der Balance gehalten hätten. Vielleicht lockere er beim nächsten Film die Vorträge wieder auf und bringe die Liebe zurück. Carrie Rickey stellte im Philadelphia Unquirer darauf ein, worin Perrys Stärke als Filmemacher liege, nämlich darin, dass er seine Schauspieler wirklich liebe und sie ihn ebenfalls. Was seinen Filmen an Inhalt fehle, machten sie mit ihren Darbietungen wett. Luke Sader schrieb im Filmmagazin The Hollywood Reporter Daddy’s Little Girl möge schwerfällig und düster vorhersehbar sein, sollte aber sein Kernpublikum genauso gut ansprechen wie Perrys frühere Werke, auch wenn das Drama oft genauso übertrieben sei wie seine Vorgänger. Chuck Wilson lobte in La Weekly, dass Perry einen großartigen Instinkt für die Besetzung seiner Filme habe und in ‚Elba‘ und ‚Union‘ zwei begabte, gleichermaßen großartige Schauspieler an der Seite habe, die beide bereit seien, den Funken überspringen zu lassen. In der The New York Times|New York Times befasste sich Matt Zoller Seitz mit dem Film und bescheinigte Perry, dass er seine Stärken habe, darunter ein echtes Interesse daran, die Widerstandsfähigkeit des afroamerikanischen Lebens und seiner Traditionen zu zeigen (einschließlich Kirchenpredigten und Bluesmusik). Allerdings ginge in diesem prallen und unbeholfenen Film einiges verloren.
Ruthe Stein, Leitende Filmautorin des Chronicle, bewertete den Film am 16. Februar 2007 bei SFGate wie folgt: Daddy’s Little Girls sei ein schwülstiges Melodram – vollgestopft mit mehr Nachrichten als Donald Trumps E-Mail-Konto –, das dringend etwas Auflockerung brauche. Perry sei als Autor, Regisseur und Produzent äußerst erfolgreicher Filme, die sich an ein afroamerikanisches Publikum richten würden, zu einem Branchenphänomen geworden und damit ein marktfähiges Gut, weshalb sein Name auch vor dem Titel seines neuesten Werks stehe. Der Film weise alle Merkmale auf, für die der Filmemacher, der auch als Autor tätig sei, stehe und mit denen er bekannt geworden sei: moralische Dilemmata, jemanden, der hochtrabend sei und viel Geld bekomme und jemanden, der erkannt habe, dass es im Leben um mehr als nur Geld zu verdienen gehe sowie fantastische Garderobe und Ausblicke auf Atlanta, Humor suche man jedoch vergebens. Was den Film dennoch erträglich und manchmal sogar unterhaltsam mache, seien die kraftvollen bewegenden Darbietungen von Idris Elba und Louis Gossett Jr. als seinem Chef. Es sei großartig, den magnetischen Gossett wieder auf der großen Leinwand zu sehen. Ein weiteres Markenzeichen Perrys sei sein Mangel an nuancierten Charakteren. Entweder seien sie gut, dass nur noch ein Heiligenschein fehle, oder einfach nur böse. Der schwächste Teil des Films sei Montys Romanze mit der aggressiven, in der Ivy League ausgebildeten Anwältin.

### Erfolg
Idris Elba wurde für seine Leistung in diesem Film für den BET Awards nominiert.
Am Eröffnungswochenende spielte der Film, dem ein geschätztes Budget von 10.000.000 Dollar zur Verfügung stand, in den Kinos der USA und Kanadas ca. 11.210.760 Millionen US-Dollar ein. Der weltweite Bruttoertrag lag bei 31.609.243 US-Dollar.